# Velasco-Klasse (1764)
Die Velesco-Klasse war eine Klasse von drei 70-Kanonen-Linienschiffen der spanischen Marine, die von 1764 bis 1815 in Dienst stand.

## Geschichte
Die Klasse wurde von dem Schiffbauingenieur Edward Bryant entworfen und stellt eine Weiterentwicklung seines Entwurfs der Terrible-Klasse von 1754 da. Alle drei Schiffe wurden im Marinearsenal von Cartagena unter Bauaufsicht der genueser Schiffbauer Agostín und Juan de Montecli zwischen 1762 und 1767 gebaut.
Das Typschiff der Klasse wurde zu Ehren des Marineoffizier und Kommandanten des Castillo de los Tres Reyes del Morro in Havanna, Luis Vicente de Velasco, benannt. Der bei der Belagerung der Stadt durch die Briten am 31. Juli 1762 fiel. Die Velasco führte als Advocaciones (Religiöser Name) die Bezeichnung San Luis Obispo. Die beiden Schwesterschiffe führten bereits regulär entsprechende religiöse Namen.

## Einheiten
| Name         | Bauwerft                                | Kiellegung         | Stapellauf        | Verbleib |
| ------------ | --------------------------------------- | ------------------ | ----------------- | --- |
| Velasco      | Reales Astilleros de Esteiro, Cartagena | 21. Mai 1762       | 18. August 1764   | Im August 1796 Befehl zum Abbruch erfolgt, Abbruch 1801 durchgeführt. |
| San Genaro   | Reales Astilleros de Esteiro, Cartagena | 16. September 1764 | 23. Dezember 1765 | Am 1. Oktober 1800 gemäß Vertrag von San Ildefonso an Frankreich übergeben; als Saint Genard in Dienst, 1803 in Ulysse und 1811 in Tourville umbenannt, ab 1815 Nutzung als Hulk und 1822 abgebrochen |
| Santa Isabel | Reales Astilleros de Esteiro, Cartagena | 22. August 1765    | 30. April 1767    | Im Jahr 1801 im Arsenal von Havanna auf Grund gelaufen und 1803 dort abgebrochen. |

## Technische Beschreibung
Die Klasse war als Batterieschiff mit zwei durchgehenden Geschützdecks konzipiert und hatte eine Länge von 51,69 Metern (Geschützdeck) bzw. 44,30 Metern (Kiel), eine Breite von 13,05 Metern und einen Tiefgang von 7,20 Metern bei einer Verdrängung von 2550 Tonnen. Sie waren Rahsegler mit drei Masten (Fockmast, Großmast und Kreuzmast). Der Rumpf schloss im Heckbereich mit einem Heckspiegel, in den Galerien integriert waren, die in die seitlich angebrachten Seitengalerien mündeten. Die Beplankung war kraweel ausgeführt, das heißt, die Enden der Planken stießen stumpf aufeinander, so dass eine glatte Außenfläche entstand.
Die Bewaffnung der Klasse bestand bei Indienststellung aus 70 Kanonen, plus zusätzlich zwei 2-Pfünder-Drehbassen auf dem Backdeck, welche aber nicht zur regulären Bestückung mitgezählt wurden.
|        | Unteres Batteriedeck | Oberes Batteriedeck | Backdeck      | Achterdeck     | Kanonen (Geschossgewicht) |
| ------ | -------------------- | ------------------- | ------------- | -------------- | ------------------------- |
| Design | 28 × 24-Pfünder      | 30 × 18-Pfünder     | 2 × 8-Pfünder | 10 × 8-Pfünder | 70 Kanonen (300,892 kg)   |
| Später | 28 × 24-Pfünder      | 30 × 18-Pfünder     | 4 × 8-Pfünder | 12 × 8-Pfünder | 74 Kanonen (308,254 kg)   |

## Bemerkungen
1. ↑  Bei der Berechnung des Gewichtes einer Breitseite kann es zu Unterschieden kommen, da in der damaligen Zeit ein Pfund, je nach Land, unterschiedliche Gewichtswerte hatte. Das spanische Libra hatte z. B. ein Gewicht von 460,08 Gramm, während das englische Pound ein Gewicht von 453,592 Gramm hatte.